# Сіднейський футбольний стадіон
Сіднейський футбольний стадіон (англ. Sydney Football Stadium), також відомий як Альянс Стедіум (англ. Allianz Stadium) — австралійський багатофункціональний стадіон, який приймав матчі з футболу, регбі та регбіліг. Домашня команда з футболу — ФК «Сідней».
Був побудований в 1986—1988 роках і мав місткість 45 тисяч 500 осіб. У листопаді 2017 року уряд Нового Південного Уельсу вирішив, що стадіон буде знесений і побудований заново. У жовтні 2018 року стадіон був закритий, а на початку наступного почалось знесення.

## Події
- У 1993 році на цьому стадіоні дала свій концерт ірландська група U2 в рамках турне Zoo TV.
- Приймав матчі молодіжного чемпіонату світу з футболу 1993 року. У тому ж році стадіон прийняв футбольний матч Австралія-Аргентина в рамках відбіркового турніру до чемпіонату світу 1994 року. У грі взяв участь Дієго Марадона. Зустріч завершилася з рахунком 1:1.
- У 1994 році збірна Австралії з регбі на цьому стадіоні виграла Кубок Bledisloe[en] в матчі проти Нової Зеландії завдяки зусиллям Джорджа Грегана.
- У 2000 році приймав матчі олімпійського футбольного турніру в Сіднеї.
- У 2003 році тут пройшли кілька ігор чемпіонату світу з регбі.
- В 2005 році тут вперше пройшов Королівський единбурзький парад військових оркестрів.
- 7 лютого 2007 року на стадіоні пройшов концерт Live Earth (спеціально стадіон був реконструйований).
- 22 листопада 2009 року з єдиним концертом виступила група Pearl Jam.
- 26 лютого 2010 року з концертом виступив Джордж Майкл.
- З 17 по 19 листопада 2010 року в режимі NON-STOP виступала група Bon Jovi в рамках туру The Circle Tour.
- 5 жовтня 2018 року з концертом виступив Майкл Бубле (останній захід перед закриттям стадіону).

## Олімпійські ігри
На Футбольному стадіоні було проведено п'ять ігор чоловічого турніру з футболу Олімпійських ігор 2000 року, включаючи чвертьфінал, півфінал та матч за бронзові медалі. Він також приймав п'ять матчів турніру з жіночого футболу, включаючи півфінали та матч за бронзові та золоті медалі.

### Чоловічий турнір
| Дата            | Час (AEST) | Збірна #1 | Рахунок | Збірна #2 | Раунд                   | Глядачів |
| --------------- | ---------- | --------- | ------- | --------- | ----------------------- | -------- |
| 16 вересня 2000 | 20:00      | Австралія | 2–3     | Нігерія   | Група A                 | 38,080   |
| 19 вересня 2000 | 20:00      | Австралія | 1–2     | Гондурас  | Група A                 | 37,788   |
| 23 вересня 2000 | 20:00      | Італія    | 0–1     | Іспанія   | Чвертьфінал 3           | 38,134   |
| 26 вересня 2000 | 20:00      | Іспанія   | 3–1     | США       | Півфінал 1              | 39,800   |
| 29 вересня 2000 | 20:00      | США       | 0–2     | Чилі      | Матч за бронзові медалі | 26,381   |

### Жіночий турнір
| Дата            | Час (AEST) | Збірна #1 | Рахунок    | Збірна #2 | Раунд                   | Глядачів |
| --------------- | ---------- | --------- | ---------- | --------- | ----------------------- | -------- |
| 16 вересня 2000 | 17:00      | Австралія | 1–1        | Швеція    | Група E                 | 33,600   |
| 19 вересня 2000 | 17:00      | Австралія | 1–2        | Бразилія  | Група E                 | 29,400   |
| 24 вересня 2000 | 17:30      | Німеччина | 0–1        | Норвегія  | Півфінал 1              | 16,710   |
| 28 вересня 2000 | 17:00      | Німеччина | 2–0        | Бразилія  | Матч за бронзові медалі | 11,200   |
| 28 вересня 2000 | 20:00      | Норвегія  | 3–2 (д.ч.) | США       | Фінал                   | 22,848   |